# Витік річки

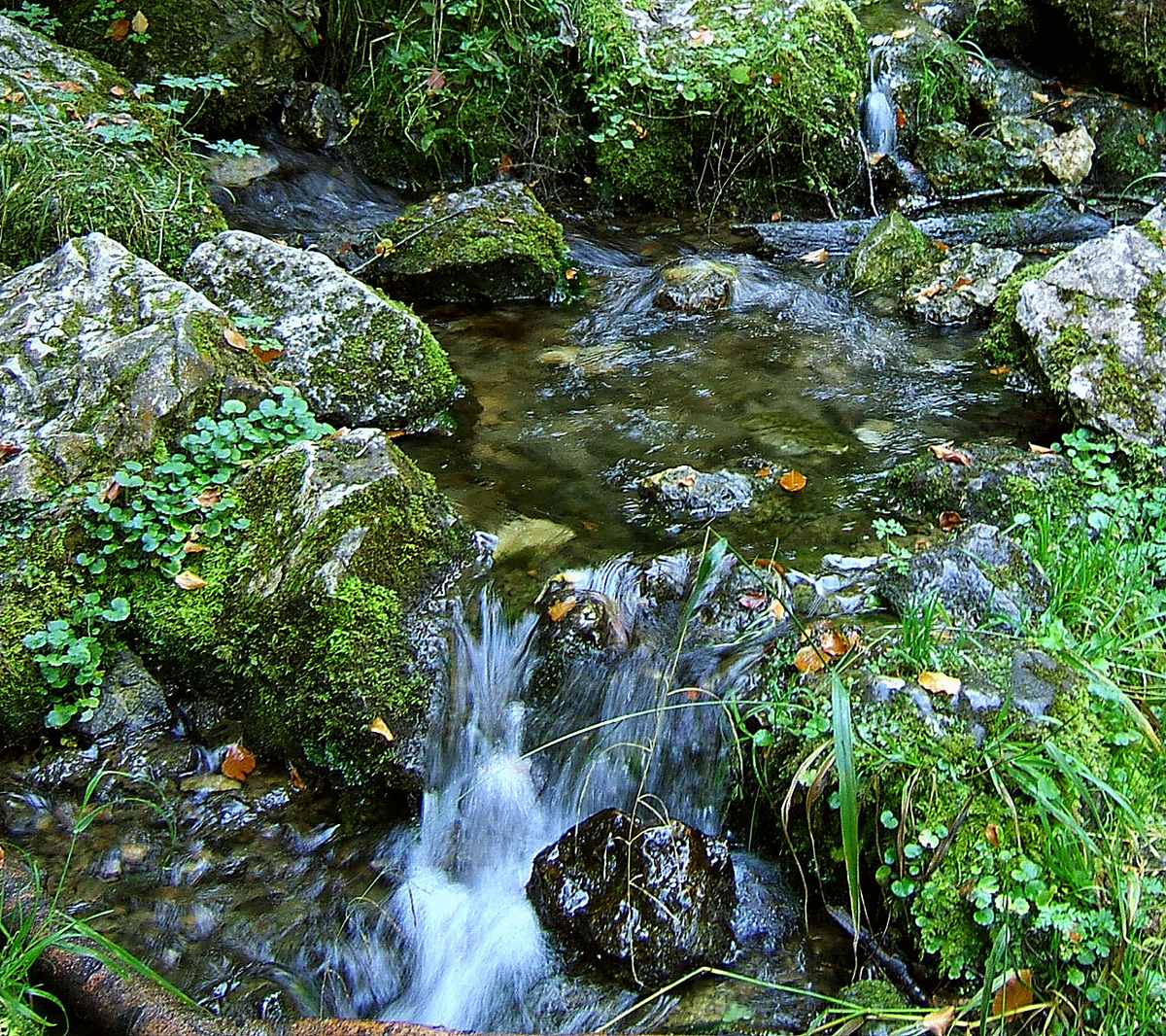

Витік річки — місце початку річки. Витоком річки може бути озеро, болото, джерело, у горах — льодовик. В Карпатах багато малих річок починається з джерел.  Кожна річка тече по звивистому заглибленню, що простягаєтся від витоку до гирла. Це заглиблення називають річковою долиною. 
Абсолютна висота витоку є більшою від абсолютної висоти гирла. Різницю між висотою витоку і гирла називають падінням річки. Більшим падіння є в гірських річок і меншим у тих, що течуть на рівнинах. 